# استانیسلاو لیودکویچ
استانیسلاو لیودکویچ (اوکراینی: Станіслав Пилипович Людкевич؛ ۲۴ ژانویهٔ ۱۸۷۹ – ۱۰ سپتامبر ۱۹۷۹) موسیقی‌دان اهل اوکراین  (اتریش-مجارستان) بود. وی در گورستان لیچاکیو به خاک سپرده شد.
وی همچنین برندهٔ جوایزی همچون نشان پرچم سرخ کار، جایزه ملی شوچنکو، نشان لنین، قهرمان کار سوسیالیست، و جایزه هنرمند مردمی اتحاد جماهیر شوروی شده‌است.